# Ma Tong (Islamwissenschaftler)
Abu Yusuf Ma Tong (chinesisch 阿布·尤素甫·马通, Pinyin Abu Yousufu Ma Tong; * 1929 in Zhangjiachuan, Provinz Gansu) ist ein huichinesischer Islamwissenschaftler, dessen Arbeitsschwerpunkt die Geschichte des Islams und der Hui-Chinesen in Nordwestchina ist.

## Leben
Ma Tong studierte Rechtswissenschaften an der Universität Nordwestchinas in Xi’an und legte dort das Examen im Jahr 1949 ab. Nach Jahren wurde er Direktor des Nationalitäten-Instituts der Provinz Gansu und wissenschaftlicher Mitarbeiter am Provinzmuseum Gansu in Lanzhou. Er gilt als einer der besten Kenner des chinesischen Islams.
Er ist Verfasser oder Herausgeber von wissenschaftlichen Schriften wie Zhongguo Yisilan jiaopai yu menhuan zhidu shilüe (中国伊斯兰教派与门宦制度史略 – „Kurze Geschichte der chinesischen islamischen Schulen und des Menhuan-Systems“) und war Mitautor bei: Yisilanjiao zai Zhongguo (伊斯兰教在中国 – „Islam in China“), Zhongguo Yisilan baike quanshu (中国伊斯兰教百科全书 – „Chinesische Enzyklopädie des Islam“), Zhongguo Huizu da cidian (中国回族大辞典 – „Großes Lexikon der Hui-Nationalität Chinas“).

## Schriften
- Zhongguo Yisilan jiaopai yu menhuan zhidu shilüe (中国伊斯兰教派与门宦制度史略 – „Kurze Geschichte der chinesischen islamischen Schulen und des Menhuan-Systems“). Ningxia renmin chubanshe, Yinchuan 2000, ISBN 978-7-227-02079-0 (erschien zuerst 1983)
- Zhongguo Yisilan jiaopai menhuan suyuan (中国伊斯兰教派门宦溯源 – „Ursprünge der islamischen Schulen und Menhuan in China“). Ningxia renmin chubanshe 宁夏人民出版社, Yinchuan 2000
- China’s Islamic Saintly Lineages and the Muslims of the Northwest. In: Dru C. Gladney (Hrsg.): The Legacy of Islam in China. An International Symposium in Memory of Joseph F. Fletcher, Harvard University, 14–16 April 1989. Cambridge, Mass. 1989
- Zhongguo Xibei Yisilanjiao jiben tezheng (中国西北伊斯兰教基本特征 – „Grundzüge des Islams in Nordwestchina“). Lanzho 1991, ISBN 7-227-02106-8.
- Sichouzhilu shang de Musilin wenhua (丝绸之路上的穆斯林文化 – „Die muslimische Kultur auf der Seidenstraße“). Ningxia renmin chubanshe, Yinchuan 2000, ISBN 7-227-02115-7
- Ma Tong juan (马通卷 – „Ma-Tong-Band“), Gansu renmin chubanshe (甘肃人民出版社), Lanzhou 2010 (陇上学人文存,  Long shangxue wencun)